# Rudolph Edse
Rudolph Edse (* 14. Dezember 1913 in Hamburg; † 8. Januar 1998 in Worthington (Ohio)) war ein Physikochemiker und Raketenpionier.
Rudolph Edses Eltern führten eine Konditorei in Hamburg. Sein Großvater war David Edse (* 1828 in Wengelwalde; † 1890). Rudolph Edse studierte von etwa 1931 bis 1937 Physikalische Chemie an der Universität Hamburg. 1936 war er zu den Olympischen Spielen nach Berlin geradelt. Er strebte eine akademische Karriere an, was aber durch den Kriegsausbruch unterbunden wurde.
Gerhard Damköhler holte ihn 1939 als Forschungschemiker an die Luftfahrtforschungsanstalt in Braunschweig, wo er zu Strahl- und Raketenantrieben forschte. Im November 1939 heiratete er seine Cousine Ilsedore Maria Edse (* 1918 in Koblenz), die in Königsberg aufgewachsen war. Im gleichen Jahr erwarb er seinen Dr. rer. nat. Von 1943 bis 1945 war er Leiter der Abteilung Chemie.
Im September emigrierte er im Rahmen der Operation Paperclip in die Vereinigten Staaten, wohin seine Familie im folgenden Jahr folgte. Von 1947 bis 1950 arbeitete er als wissenschaftlicher Mitarbeiter an der Ohio State University zu Raketentreibstoffen. Ab 1951 arbeitete er dort an der 1946 von Garvin Leonard Von Eschen gegründeten Abteilung für Luft- und Raumfahrtforschung und untersuchte zunächst Flammengeschwindigkeiten. Nach weiteren Studien wirkte er hier auch bis 1996 als Dozent.

## Belege
1. ↑  Ilsedore Maria Edse: The Family History of Rudolf and Ilsedore Edse – Information Collected and Deduced by Ilsedore Edse for the Pleasure of her Children and Grandchildren (Memento vom 25. September 2012 auf WebCite)

| Personendaten    | Personendaten                              |
| ---------------- | ------------------------------------------ |
| NAME             | Edse, Rudolph                              |
| ALTERNATIVNAMEN  | Edse, Rudolf                               |
| KURZBESCHREIBUNG | physikalischer Chemiker und Raketenpionier |
| GEBURTSDATUM     | 14. Dezember 1913                          |
| GEBURTSORT       | Hamburg                                    |
| STERBEDATUM      | 8. Januar 1998                             |
| STERBEORT        | Worthington (Ohio)                         |